# Les Secrets de mon père
Pour plus de détails, voir Fiche technique et Distribution.
Les Secrets de mon père est un film d'animation franco-belge réalisé par Véra Belmont et sorti en 2022.

## Fiche technique
- Titre original : Les Secrets de mon père
- Réalisation : Véra Belmont
- Scénario : Véra Belmont et Valérie Zenatti, d'après Deuxième Génération : Ce que je n'ai pas dit à mon père de Michel Kichka
- Animation : Adrien Gromelle
- Photographie : Luciano Lepinay
- Décors : Luciano Lepinay
- Montage : Cyril Gastaud, Cécile Perles, Camille-Elvis Théry et Jérémie Hoarau
- Musique : Cristal Group et Éric Debègue
- Production : Marc Jousset
- Société de production : Je suis bien content
- Société de distribution : Le Pacte
- Pays de production :  France et  Belgique
- Langue originale : français
- Format : couleur — 2,35:1
- Genre : animation
- Durée : 73 minutes
- Dates de sortie :
  - France : 
    - 23 mai 2022 (Cannes)

## Distribution
- Michèle Bernier : Lucia
- Jacques Gamblin : Henri
- Arthur Dupont : Michel adulte
- Esteban Oertli : Michel jeune
- Gabin Guenoun : Charly
- Déborah Grall
- Oussouby Fofana
- Nilo Bellini-Jousset
- Claire Bouanich
- Prune Bozo
- Guillaume Bourboulon
- Sophie Riffont
- Jean-Loup Horwitz
- Nathanel Alimi
- Alexandre Durocasse
- Sébastien Ossard
- Baptiste Mège
- Gaspar Bellegarde
- Laurent Morteau
- Matthieu Albertini
- Élisabeth Wassmer
- Violette Samama
- François Raison
- Magali Rosenzweig